# Vizura Belgrad
Vizura Belgrad – serbski, żeński klub siatkarski z Belgradu założony w 2003 roku.

## Sukcesy
Mistrzostwo Serbii:
- 2014, 2015, 2016, 2017, 2018
- 2011
- 2012, 2013

Superpuchar Serbii:
- 2013, 2014, 2015, 2017, 2018

Puchar Serbii:
- 2015, 2016